# Польсько-турецькі війни
По́льсько-туре́цькі ві́йни 17 століття між Річчю Посполитою і Османською імперією головним чином за володіння українськими землями.

## Війна 1620-21 років
Початок війні 1620-21 поклало фактичне знищення турками в жовтні 1620 під Цецорою в Молдові польського загону під проводом великого гетьмана коронного С. Жолкевського. Великий гетьман литовський К. Ходкевич на чолі 30-тис. польські війська і 20 тис. українських козаків у вересні 1621 відбив біля Хотина (на Дністрі) атаки переважаючого турецько-татарського війська (Кримське ханство, васал Османської імперії, було незмінним учасником польсько-турецьких війн). За польсько-турецьким перемир'ям (жовтень 1621, закріплено мирною угодою у 1623 році) кордон між двома державами відновлювався по Дністру.

## Війна 1672-76 років
У 1672 Туреччина, прагнучи оволодіти Україною, почала проти Польщі нову війну. У серпні 1672, взявши Кам'янець-Подільський, турецько-татарські війська продовжили наступ на Бучач та Львів. Польща була змушена укласти з Туреччиною Бучацький мир 1672, не визнаний сеймом (у квітні 1673) Речі Посполитої. Під час відновлення воєнних дій Ян Собеський 11 листопада 1673 розбив турецькі війська під Хотином. У 1676 польські війська із великим напруженням відбили наступ турецько-татарських військ на Львів. Незважаючи на вдалі бої під Журавним (вересень — жовтень 1676), Польща підписала з Туреччиною Журавненську мирну угоду 1676 року.

## Війна 1683-99 років
Війна 1683-99 почалася і розвивалася у зв'язку з австро-турецькою війною 1683-99, у якій Річ Посполита виступала як союзниця Священної Римської імперії. Військо короля Яна Собеського розгромило у вересні 1683 разом з австрійськими військами та військами німецьких князівств турецьку армію під Віднем. До створеної у 1684 австро-польсько-венеціанської коаліції (так звана «Священна Ліга») в 1686 році після укладення з Польщею «Вічного миру» приєдналося Московське царство. Карловицький конгрес 1698-99 років завершив війну між «Священною Лігою» і Османською імперією. За Карловицькою мирною угодою Річ Посполита повертала собі частину Правобережної України і Поділля, що належали Туреччині з 1672 року.